# Puzzle-urile lui Frege
Puzzle-urile lui Frege (sau Enigmele lui Frege) se refera în general la două probleme asemănătoare legate de semantica substantivelor proprii. Gottlob Frege (1848–1925) a introdus primul puzzle în 1892 la începutul lucrării sale „Über Sinn und Bedeutung” (din germană: „Despre sens și referință ”), acesta confruntându-se cu o veche problema de identitate. Al doilea puzzle a urmat a fi formulat mai târziu, acesta ocupându-se cu raporturile de atitudine.

### Primul puzzle
*Amintind ca Venus poate fi observat in unele nopți ca o stea foarte puternica, grecii antici credeau ca aparițiile de seară și de dimineață ale lui Venus reprezentau două obiecte diferite: Phosphorus, steaua de dimineață și Hesperus, steaua de seară. (In limba romană acestea sunt cunoscute ca Lucifer de dimineața si Lucifer de seară) Pentru a păstra cat mai bine denumirile originale, mai jos se vor folosi denumirile grecești.
Primul puzzle are în vedere următoarele două propoziții:
(1) Hesperus este Hesperus.
(2) Hesperus este Phosphorus.
Fiecare dintre aceste propoziții este adevărată, deoarece „Hesperus” se referă la același obiect ca și „Phosphorus”. Cu toate acestea, (1) și (2) par să difere prin semnificația, sau „valoarea cognitivă” a lor. (1) este doar un adevăr logic care poate fi cunoscut a priori, în timp ce (2) înregistrează un adevăr empiric (a posteriori) descoperit de astronomi. Cu toate acestea, problema reiese din faptul că numele proprii sunt adesea considerate a nu avea niciun sens dincolo obiectul la care fac referință (o viziune adesea asociată cu John Stuart Mill). Daca ideea aceasta ar fi adevărată,  (1) și (2) ar avea aceeași valoare cognitivă, deci ar însemna aceeași lucru, fapt ce contrazice afirmațiile de mai sus.  
Frege și-a propus să rezolve această problemă prin formularea unui al doilea nivel de semnificație, în afară de referință. Astfel, substantivele trebuie să aibă și un înțeles „prezentativ”, această parte fiind ceea ce „există” de fapt în limbaj. Deci, urmând exemplul anterior, „Hesperus” și „Fosfor” au aceeași referință (planeta Venus), dar diferă în sens, deoarece prezintă planeta în moduri diferite.

### Al doilea puzzle
Al doilea puzzle se confrunta cu raporturile de atitudine a unui agent fata de o propoziție, exemplul cel mai folosit fiind raportul de credință. În mod obișnuit, referința unui substantiv este substituibilă salva veritate, mai exact neschimbând valoarea adevărului (din latină „salvând adevărul”).  Spre exemplu, dacă propoziția „Hesperus este luminos” este adevărata, atunci si propoziția „Phosphorus este luminos” este adevărata în condițiile în care „Hesperus” și „Fosfor” se referă la aceeași planetă. Pentru a demonstra incoerența acestei afirmații, Frege ia în considerare următoarele noi propoziții:
(3) Alex crede că Hesperus este vizibil seara.
(4) Hesperus = Phosphorus.
(5) Alex crede că Phosphorus este vizibil seara.
Argumentul de mai sus, în unele situații, pare a fi invalid : chiar dacă (3) și (4) sunt adevărate, (5) ar putea fi fals. Mai exact, dacă Alex nu este conștient că Hesperus și Phosphorus sunt aceeași planetă, atunci acesta ar putea crede spre exemplu că Hesperus este vizibil seara în timp ce Phosphorus este vizibil doar dimineața. Prin urmare, principiul conform căruia denumirile ce dețin relații de egalitate (Hesperus = Phosphorus.) sunt substituibile salva veritate nu se aplică în contextul raporturilor de atitudine propoziționale (in cazul acesta raportul de credință).
Soluția lui Frege apelează din nou la distincția sa între sens și referință. În special, el a susținut că atunci când un nume propriu apare în contextul unui raport de genul celui explicat mai sus, sensul acestuia se schimbă in referința sa: astfel, „Phosphorus”, in propoziții independente precum (4) denotă sensul sau arhaic (lumina ca o stea ce apare seara pe cer in unele luni ale anului), iar dar atunci când apare încorporată într-un raport ca (5) denotă sensul sau așa-zis propriu (nimic mai mult decât planeta Venus).

## Puzzle-urile in era contemporană
Puzzle-urile lui Frege au primit o mare atenție încă de la publicarea lor. Multi filozofi moderni precum: Keith Donnellan, Saul Kripke, Ruth Barcan Marcus, Hilary Putnam și David Kaplan au criticat viziunea „descriptivă” a substantivelor proprii. Printre argumentele acestora se numără idei precum faptul ca (1) și (2) sunt de fapt aceeași propoziție, deci și (3) și (5) sunt aceeași propoziție, indiferent de viziunea lui Alex. 
Totuși, în apărarea viziunii lui Frege (ce trebuie reamintit ca poate fi numită si viziunea Russell-Frege), au încercat mulți filozofi să vină cu noi argumente și mai important să dezvolte viziunea mai departe. Printre aceștia se numără Nathan Salmon (e.g. „Frege's puzzle and Content, Cognition, and Communication"), Howard Wettstein (e.g. "Has Semantics Rested on a Mistake?"), Scott Soames, David Kaplan, John Perry (e.g. "Reference and Reflexivity") și Joseph Almog.